# Isaac Lumbroso
Pour les articles homonymes, voir Lumbroso.
Isaac Lumbroso, probablement né en 1680 et mort en 1752 à Tunis, est un rabbin tunisien issu de la communauté des Granas. Il a occupé la fonction de grand-rabbin de Tunisie et a été l'auteur de nombreux ouvrages rabbiniques.

## Biographie
Il occupe une place importante dans la communauté juive de Tunisie en devenant juge de la communauté aux environs de 1710, une époque coïncidant avec le schisme qui divise les Juifs entre natifs (Twânsa) et Granas (originaires d'Italie). Lumbroso est alors nommé juge rabbinique de ce dernier groupe tout en occupant le poste de receveur des impôts auprès du bey de Tunis et de caïd, devenant de ce fait le représentant officiel de sa communauté.
D'un point de vue littéraire, Lumbroso, qui est l'un des plus brillants élèves du rabbin Semah Sarfati, est le plus important des rabbins tunisiens du XVIIIe siècle. Il est notamment l'auteur de l'ouvrage intitulé Zera Yitzhak et publié à titre posthume à Tunis en 1768. Ce travail est un commentaire sur les différentes sections du Talmud. Plusieurs oraisons funèbres, prononcées par Lumbroso à diverses occasions, y sont annexées.
Il encourage et assiste ses collègues rabbins. C'est pourquoi sa réputation de talmudiste et de kabbaliste lui survit. Son disciple Mordecai Baruch Carvalho lui succède. Parmi ses autres disciples figure Nehoraï Jarmon.